# シコ・メンデス

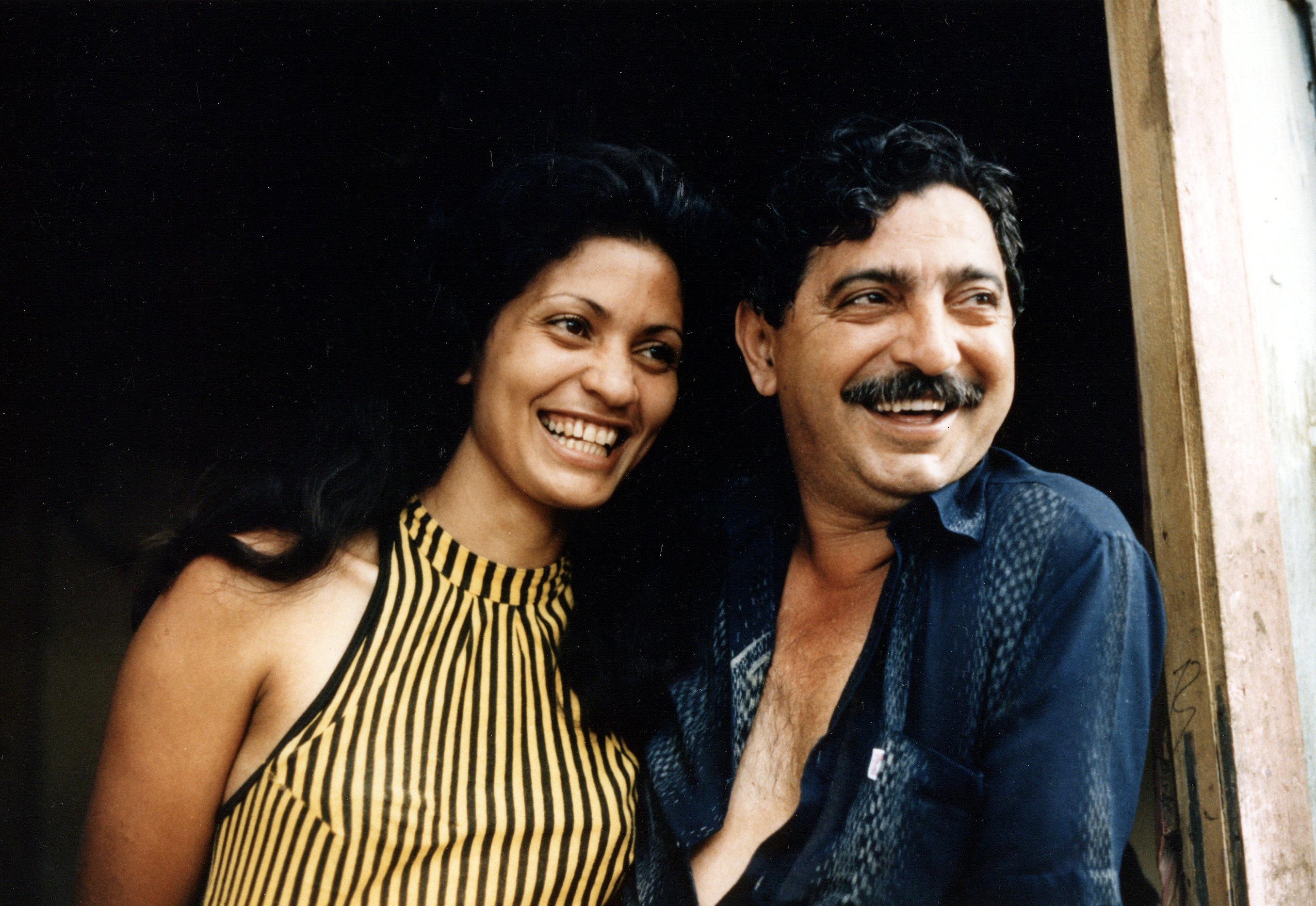
1988年11月、自宅で妻と共に

フランシスコ・アウヴェス・メンデス・フィーリョ（Francisco Alves Mendes Filho、1944年12月15日 - 1988年12月22日）ことシコ・メンデス（Chico Mendes）は、ブラジルのゴム樹液採取者、環境保護活動家。ゴムノキの生える熱帯雨林を伐採し牧草地へ変えようとする大土地所有者や牧畜業者に対して戦い、ゴム樹液採取人組合を結成して、ブラジルにおける熱帯雨林保護活動を展開した。
なお、名は「チコ」と表記される場合もあるが、スペイン語読みに準じたもので正確ではない。「Chico（シコ）」は、ポルトガル語で本名フランシスコの略称・愛称。また「Mendes」は、メンデスと発音するため、「シコ・メンデス」と表記されるのが一般的だが、ブラジルで話されるブラジルポルトガル語では「メンジ（ヂ）ス」と発音するので、そのように表記・呼称される場合もある。
アマゾン熱帯雨林の伐採に対する反対運動を行っていたさなかの1988年、西部のアクレ州シャプリにて大土地所有者に雇われた殺し屋により射殺された。
彼の死後、ブラジルでは歌手シモーネが歌った「LOUVOR A CHICO MENDES」をはじめ、彼を讃えるいくつかの曲が作られて歌われている。またポール・マッカートニーも、「ハウ・メニー・ピープル」をメンデスに捧げる歌として発表している。

## 関連作品
- バーニング・シーズン - ジョン・フランケンハイマー監督による1994年に制作されたテレビ映画。ラウル・ジュリアがメンデスを演じている[3]。日本でもビデオ化されている。なお、本作はジュリアの遺作となった。